# Ана Улару
Ана Улару (рум. Ana Ularu; 26 червня 1985, Бухарест, СРР) — румунська акторка театру та кіно. На сцені — з 9 років.
Закінчила румунський Національний університет театру і кіно «І. Караджале» в Бухаресті (рум. UNATC "I.L.Caragiale"), після якого з'являлася у понад 30 короткометражних фільмах, телесеріалах та повнометражних художніх фільмах. Досвідчена акторка театру, має нагороди за ролі у виставах за п'єсами Шекспіра і Брехта.
Вільно володіє румунською, англійською, іспанською та французькою мовами.
Ана Улару стала відомою після участі у фільмах румунських режисерів «нової хвилі» (Келін Петер Нецер, Крістіан Мунджіу, Раду Мунтян), а надто — після ролі бібліотекарки у драматичному фільмі оскароносного Френсіса Форда Копполи «Молодість без молодості» (англ. Youth Without Youth) 2007 року та ролей в інших режисерів-володарів премії «Оскар»: данки Сюзанни Бір й американця Рона Говарда.
У 2010 році Улару здобула «Золотий кубок» (Boccalino d'Oro, «Боккаліно д'Оро») — нагороду від незалежних швейцарських критиків на одному з найбільших міжнародних кінофестивалів у Локарно (Швейцарія); в наступному році — нагороду «Найкраща акторка» на Міжнародному кінофестивалі в Салоніках (Греція) за роль Матильди в румунському фільмі «Окраїна»). Лауреатка премії Берлінського міжнародного кінофестивалю для молодих і талановитих акторів — «Шутінг старз» (англ. Shooting Stars, «Спалахнулі зірки»).
Наступними помітними роботами акторки стали ролі в міжнародному телесеріалі Ніла Джордана «Борджіа» (2011), в серіалі «Смарагдове місто» (2017) та голлівудських фільмах із відомими акторами: «Серена» (2014) із Дженніфер Лоуренс та Бредлі Купером; «Інферно» (2016) із Томом Генксом; головна роль у фільмі «Сибір» (2018) із Кіану Рівзом.

## Вибіркова фільмографія
| Рік  |    | Українська назва          | Оригінальна назва            | Роль                                                |
| ---- | -- | ------------------------- | ---------------------------- | --------------------------------------------------- |
| 2009 | тф | Анаконда 4: Кривавий слід | Anacondas: Trail of Blood    | Гізер                                               |
| 2012 | ф  |                           | Werewolf: The Beast Among Us | Казя                                                |
| 2013 | с  | Борджіа                   | The Borgias                  | Шарлотта Д'Альбре (Епізод: "The Wolf and the Lamb") |
| 2014 | ф  | Серена                    | Serena                       | Рейчал Германн                                      |
| 2016 | ф  | Обраний                   | Chosen                       | Юдит                                                |
| 2016 | ф  | Інферно                   | Inferno                      | Ваєнта                                              |
| 2017 | с  | Смарагдове місто          | Emerald City                 | Захід (10 серій)                                    |
| 2017 | ф  |                           | The Marker                   | Ана                                                 |
| 2017 | ф  | Чарльстон                 | Charleston                   | Йоана                                               |
| 2017 | ф  | Муза смерті               | Muse                         | Рейчел                                              |
| 2018 | ф  | Сибір                     | Siberia                      | Катя                                                |
| 2021 | с  | Племена Європи            | Tribes of Europa             | Грета (6 серій)                                     |
| 2022 | с  | Джек Раян                 | Tom Clancy's Jack Ryan       | Зоя Іванов (2 серії)                                |